# Glen Sherley
Glen Milborn Sherley (Oklahoma, 9 maart 1936 - Salinas, 11 mei 1978) was een Amerikaanse countryzanger en songwriter.

## Geschiedenis
Sherley werd geboren als zoon van landarbeiders. Tijdens de jaren 1940 verhuisden ze naar Californië om op katoen- en aardappelboerderijen te werken. Glen Sherley was een jeugdcrimineel en zat tijdens de jaren 1950 en 1960 vaak voor meerdere vergrijpen, waaronder een uitbraak uit een gevangenis, in de cel. Tijdens deze periode werd hij ontdekt door Johnny Cash, toen hij in 1968 in verschillende gevangenissen, waaronder San Quentin State Prison en Folsom State Prison, zat voor een gewapende overval.
Tijdens de late jaren 1960 schreef hij Greystone Chapel in de gevangeniskapel in Folsom Prison, waar hij toentertijd zijn straf uitzat en nam het lied op. In januari 1968 kreeg Johnny Cash een kopie van de song van de gevangenispastoor, die met Johnny Cash was bevriend. Het was die avond, voordat Johnny Cash in Folsom Prison zijn beroemde album At Folsom Prison opnam.
Greystone Chapel werd tijdens het At Folsom Prison-concert in januari 1968 door Johnny Cash voor de eerste keer opgenomen. Na de publicatie van Greystone Chapel kwam in 1971 Sherleys volgende grote succes, toen de countryzanger Eddy Arnold het nummer Potrait of My Woman, die hij had geschreven, opnam. Deze song werd ook de titelsong van Eddy Arnolds volgende album.
Door de algemene bekendheid, resulterend uit de publicatie van Eddy Arnold, werd Glen Sherley aangeboden om een livealbum op te nemen, terwijl hij in de gevangenis zat. Het album Live at Vacaville, California werd door Mega Records geregistreerd en uitgebracht en was een groot succes. Door de goedkeuring van de gevangenisleiding na een aanbod van Johnny Cash kon hij ook toetreden tot Cash' label House of Cash.
Glen Sherley organiseerde een concert in de Tennessee State Prison, waar de documentaire Flower Out of Place werd gefilmd en waarbij Johnny Cash, Linda Ronstadt en Roy Clark optraden. Sherleys eigen optreden is in de film helaas niet te zien.
Tijdens de late jaren 1970 kreeg hij problemen met zijn sterstatus en verdween uit de schijnwerpers. Sherley werkte bij een runderfokkerij en voerde 10.000 runderen per dag. Hij woonde in de stuurcabine van een truck en probeerde de openbaarheid te mijden.

## Overlijden
Op 11 mei 1978 pleegde Glen Sherley zelfmoord. Hij schoot zich in het huis van zijn broer een kogel door het hoofd in de buurt van Salinas. Hij werd 42 jaar.
- Gemeinsame Normdatei: 135457823
- International Standard Name Identifier: 0000 0000 5555 5186
- Library of Congress Control Number: n94105944
- MusicBrainz: f625a2b1-21b5-4f7b-b7d7-e3280df4b87d
- Virtual International Authority File: 14007722
- WorldCat: E39PBJppGKTgFhMFwhBqfk3qQq